# Искатели (ВИА)
«Искатели» — советский вокально-инструментальный ансамбль.

## История
Вокально-инструментальный ансамбль «Искатели» был создан в 1965 году при Доме культуры Московского энергетического института (ДК МЭИ). Первым руководителем был выпускник Горьковской консерватории (ныне Нижегородская государственная консерватория имени М. И. Глинки) Артур Безруких. Руководителем ансамбля с 1973 года стал композитор Николай Николаевич Песков (1937—2006). С момента создания в составе ансамбля были студенты МЭИ, а также выпускница Московского инженерно-физического института Галина Осадчая.
Николай Песков, закончивший Московский музыкальный институт им. Гнесиных (ныне Российская академия музыки имени Гнесиных), написал для ансамбля несколько песен, вошедших в репертуар («Десятый фронтовой», «Наш комсорг», музыка Н. Пескова). Кроме этого, в репертуар ансамбля вошли патриотические песни советских композиторов: Д. Тухманова (Мой адрес Советский Союз), Ю. Зарицкого (Что у вас, ребята, в рюкзаках?), Атурова (По долинам и по взгорьям) и др.
Ансамбль выступал на сценах: концертный зал им. П. И. Чайковского, Центральное телевидение («Песня года», «Голубой огонёк» 1968) и др., выступал перед строителями Байкало-Амурской магистрали, в городах Чехословакии, Германии, Финляндии, Польши.

## Награды и звания
- Премия Московского комсомола (1972);
- Лауреат Всесоюзного фестиваля, посвящённого 50-летию Октябрьской революции (1967, первая премия);
- Лауреат Всесоюзного фестиваля, посвящённого 50-летию ВЛКСМ (1968);
- Лауреат I фестиваля политической песни в Берлине (ГДР, 1970);
- Лауреат фестиваля политической песни в г. Соколове (Чехословакия, 1973);
- Лауреат IV фестиваля политической песни в Берлине; лауреат фестиваля дружбы в г. Белостоке (ПНР, 1974).